# Å
 For alternative betydninger, se Å (flertydig). (Se også artikler, som begynder med Å)
En å er en langsomt rindende vandstrøm, der arbejder sig gennem blødt jordsmon i landskabet. Åer er ofte udmundingssteder for bække, jf. udtrykket "mange bække små gør stor å".
Kendetegnende for åer er, at deres bredde mange gange overstiger deres dybde, selvom denne kan være flere meter. Ved dybe åer findes synlig plantevækst kun ved bredden, mens de dybere dele kan have en ikke-synlig bundvækst.

## Eksempler på åer
- Alslev Å
- Ansager Å
- Arnå
- Aså
- Bangsbo Å